# دوري البوسنة والهرسك الممتاز 2018–19
دوري البوسنة والهرسك الممتاز 2018–19 هو الموسم 19 من  دوري البوسنة والهرسك الممتاز. أقيم خلال الفترة 21 يوليو 2018 وحتى 25 مايو 2019، وكان عدد الأندية المشاركة فيه  12، وفاز فيه نادي ساراييفو.